# Nésiritide
Le nésiritide est un peptide cérébral natriurétique obtenu par la technique de l'ADN recombinant.

## Commercialisation
Il est commercialisé dans quelques pays sous le nom de Natrecor avec l'indication traitement de l'insuffisance cardiaque en décompensation aiguë (en) à la suite de l'approbation de la Food and Drug Administration (FDA) aux États-Unis.

## Mode d'action
En injection, il induit une baisse des pressions de remplissage du ventricule gauche permettant une amélioration des symptômes du patient, du moins à court terme. Il pourrait cependant avoir un effet délétère sur la fonction rénale.
En 2011, une étude conclut que le nésiritide n'est associé à une augmentation ou à une diminution de la mortalité ou du taux de réhospitalisation, possède un effet non significatif sur la dyspnée quand il est utilisé en combinaison avec d'autres thérapies. Il n'est pas associé à l'aggravation de la fonction rénale, mais il est associé à une augmentation du nombre d'hypotensions. Les auteurs concluent que, sur la base de ces résultats, le nésiritide ne peut pas être recommandé pour l'utilisation en routine dans l'insuffisance cardiaque en décompensation aiguë.